# Ямакава, Хитоси
Хитоси Ямакава (яп. 山川 均 Ямакава Хитоси, 20 декабря 1880 — 23 марта 1958) — японский революционный социалист, игравший важную роль в основании коммунистической партии Японии в 1922 году, а затем бывший основателем Рабоче-крестьянской фракции (Роно-ха) — группы марксистских мыслителей, не согласных с линией Коминтерна. Сыграл важную роль в ознакомлении японских мыслителей с марксизмом и социализмом вообще. Ямакава был женат на известной социалистической феминистке Кикуэ Ямакаве.

## Биография

### Ранние годы
Ямакава родился в Курасики на юге Хонсю в 1880 году. Его приняли в среднюю школу Досися в Киото, где он обратился в христианство, однако он бросил учёбу из-за несогласия с изменениями, принятыми, чтобы получить аккредитацию от Министерства образования. Он перебрался в Токио, где участвовал в написании статьи о бракосочетании наследного принца, за что его приговорили к двум годам тюремного заключения. Это был первый случай осуждения в Японии человека по делу об оскорблении величества.

### Приход к социализму
В тюрьме Ямакава начал знакомство с марксизмом. После освобождения он встретил социалиста Котоку Сюсюя, который предложил ему должность в редакции газеты, но Ямакава отклонил предложение и вернулся в свой родной город. Несколько лет спустя, разочаровавшись в своей работе, он связался с Котоку и согласился сотрудничать в газете. Он вернулся в Токио и в начале 1907 года начал работать в «Хэймин Симбун», где встретил ставших его друзьями на всю жизнь Тосихико Сакаи и Кансона Арахату. Став синдикалистом под влиянием Котоку, он был вновь брошен в тюрьму в 1908 году за «инцидент с красным флагом». Освободившись несколько лет спустя, Ямакава снова вернулся домой и прекратил всякую социалистическую деятельность из-за репрессий со стороны властей.

### Основание коммунистической партии
Ямакава возобновил политическую публицистику в 1916 году. Русская революция застала его и большинство японских социалистов врасплох, однако он постепенно перешёл от анархизма к большевизму. Когда агенты Коминтерна попытались наладить отношения с японскими социалистами, Ямакава был одним из первых, с кем они связались. В 1922 году Ямакава вместе с Сакаи, Арахатой и другими сторонниками большевиков согласились основать нелегальную коммунистическую партию.

### «Смена курса»
В августе 1922 года Ямакава написал эссе «Смена курса пролетарского движения» (無産階級運動の方向転換), которое фактически было манифестом новой Коммунистической партии. В нём он критиковал анархистское течение, доминировавшее в социалистическом и рабочем движении в Японии, как праздных мечтателей, которые не смогли достичь ничего конкретного, что действительно принесло бы пользу рабочему классу. Он выступал за прямые политические действия, классовую организацию и лучшую координацию внутри рабочего движения.
Этот программный документ ознаменовал изменение расстановки сил в японском левом движении в пользу марксистского социализма, и год спустя, когда Осуги Сакаэ был убит жандармами, анархизм перестал быть активной политической силой в Японии.
Подход Ямакавы был прежде всего практичным. Он хотел широкого социалистического движения, ориентированного на практические достижения. Этот подход позже стал известен как «ямакаваизм» и противопоставлен «фукумотоизму».

### Самороспуск первой компартии
Ямакава стал самым влиятельным теоретиком небольшой коммунистической партии, быстро набиравшей популярность среди студентов и левой интеллигенции. Однако после лавины репрессий в 1924 году он решил распустить партию, утверждая, что время для деятельности компартии в Японии было неподходящим. Группа Сакаи Тосихико и Ямакава Хитоси утверждала, что должно пройти ещё время, пока будет достигнута достаточная классовая самоидентификация пролетариата, а коммунистические идеи станут в его среде главенствующими. Коминтерн расценил это как ликвидаторство.

### Рабоче-крестьянская группа
В 1927 году Ямакава и группа его сторонников основали на базе журнала «Роно» (労農 — «Рабочие и крестьяне») слабо организованную марксистскую группу Роно-ха (Рабоче-крестьянская фракция), которая оказывала влияние на социалистических и коммунистических активистов посредством письменных материалов и дискуссий, воздерживаясь от открытых политических действий. Роно-ха получила свое название из-за своей убеждённости, что коммунистическое движение должно быть широким, опирающимся на поддержку как рабочих, так и крестьян, и противопоставляла себя Коно-ха (Кодза-за — «Догматической», или «лекционной» фракции), следовавшей за Коминтерном. Как следствие, группа Ямакавы была исключена из восстановленной КПЯ.
Свои тезисы фракция «Роно» выводила из позиции, что эру Мэйдзи следует понимать как квазибуржуазную революцию, а японское общество начала XX века — как развивающееся в основном в капиталистическом направлении (группа «Кодза-за» же полагала, что реформы лишь реорганизовали феодализм в полуфеодальный срок). Из тезисов Роно-ха следовало, что политическая стратегия должна быть направлена не на двухфазную революцию, а непосредственно на социалистическую. Теоретическое (и, как следствие, политическое) противостояние между двумя фракциями продолжало характеризовать марксистскую среду на протяжении 1930-х годов.

### Преследования и Социалистическая партия
Ямакава ушёл из активной политики в 1931 году, но, тем не менее, в 1937 году в числе остальных деятелей левого движения был брошен в тюрьму, когда правительство подавляло всякое инакомыслие после вторжения в Китай. Он провёл все военные годы до капитуляции Японии в тюрьме.
После своего освобождения в 1945 году Ямакава стал советником новой Социалистической партии Японии, а после того, как та раскололась на левую и правую фракции, стал вместе с Ицуро Сакисакой (они образовали «Социалистическую ассоциацию») влиятельным наставником Левой СПЯ. Он умер от рака в 1958 году.